# Либідь (тріо)
«Либідь» – вокальне тріо, засноване 1989 у Києві. 

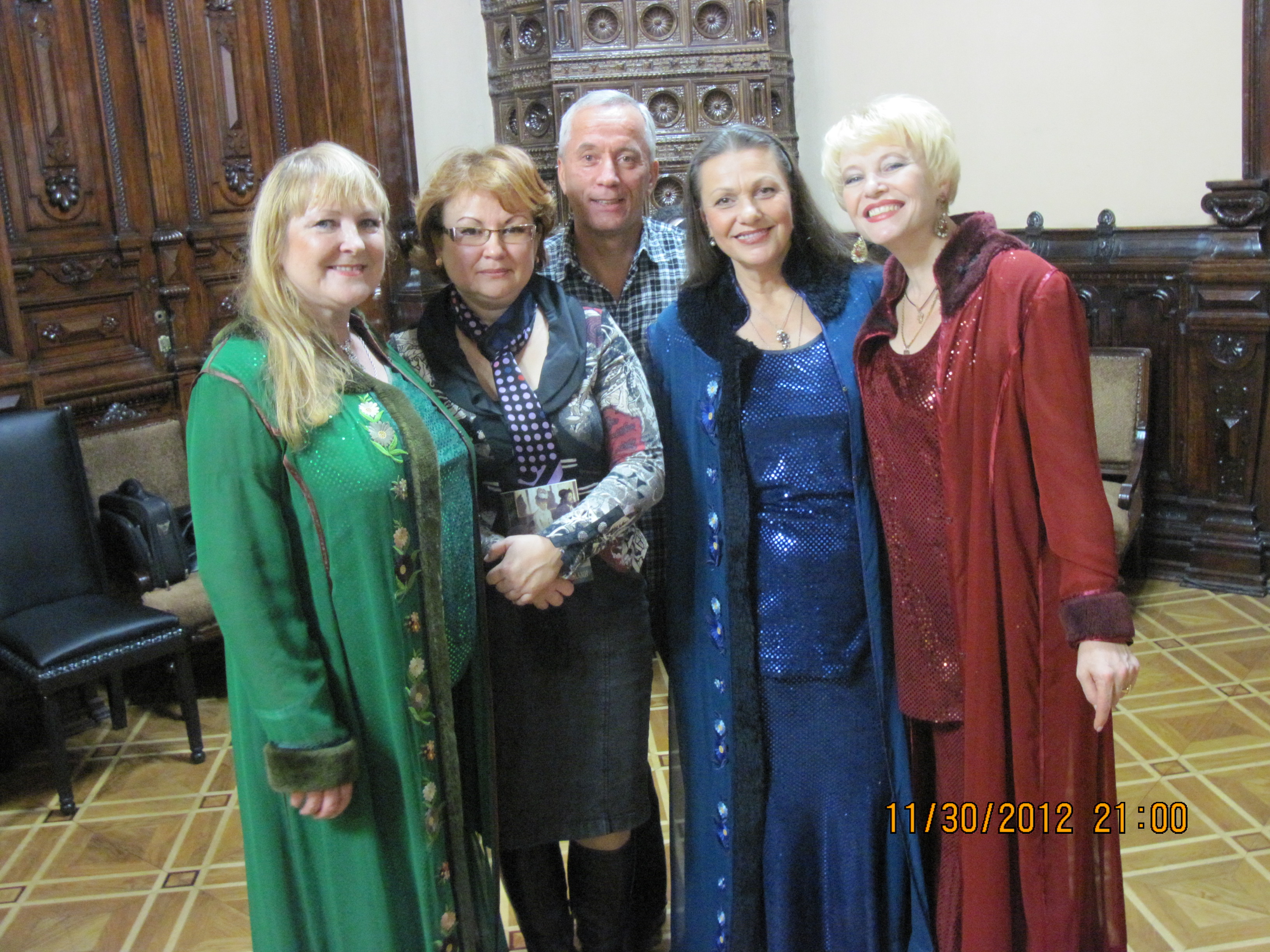

## Склад
У тріо виступають
- Михайленко Лідія Андріївна — художній керівник, народна артистка України
- Решетник-Ятченко Наталія Миколаївна — мецо-сопрано, заслужена артистка України
- Михайлова Валентина Юріївна - контральто, заслужена артистка України.

Перший виступ тріо відбувся в 23 січня 1989 року на авторському концерті Юрія Рибчинського та Ігоря Поклада в Палаці «Україна». Власне, співачки і зібралися тільки для виступу на цьому концерті, проте їх виступ так сподобався публіці, що вони вирішили продовжити виступати разом.

## Репертуар і гастролі
У репертуарі тріо «Либідь» – понад 350 творів, зокрема аранжування народних пісень, пісні-романси українських авторів, національна духовна музика. Пісні тріо співає українською мовою a cappella або з акустичним інструментальним супроводом (переважно гітара та перкусія) чи інструментальною фонограмою. Серед пісень -  «Не забудь» Б.-Ю. Янівського (сл. Б. Стельмаха), «Чарівна скрипка» (сл. Ю. Рибчинського), «Летять ластівочки» (сл. О. Вратарьова; обидві – І. Поклада), «Києве – пісне моя» Г. Крупника (сл. Н. Ятченко), «Чари тройзілля» (сл. П. Харченка), «Білі лебеді» (сл. М. Ткача; обидві – О. Білаша), «У Горпини – іменини» С. Татієнка (сл. А. Матвійчука), «Плаче захмарене небо» (музика Ярослава Вишиваного, слова Олександра Демиденка) та інші. 
Тріо гастролювало у Росії, Узбекистані, Польщі, Словаччині, Франції, США, Німеччині, Угорщині, Канаді.

## Дискографія
Випущено
- Три аудіокасети (м. Монреаль, Канада, 1991–93),
- компакт-диски: «Різдвяна ніч» (Канада, 1992), «Колядую», «Марічка» (обидва – 2007).

Про тріо знято музичні фільми:
- «Новорічні пісні» (1992),
- «Співає тріо “Либідь”» (1999).

## Відзнаки
- Лауреат 4-го міжнародного конкурсу-фестивалю української пісні «Золоті трембіти» (Івано-Франківськ, 1991; 1-а премія)
- Лауреат міжнародних конкурсів української пісні в Польщі та Канаді.